# Cromwell (Engeland)
Cromwell is een civil parish in het bestuurlijke gebied Newark and Sherwood, in het Engelse graafschap Nottinghamshire met 232 inwoners.